# Fontenai-sur-Orne
Fontenai-sur-Orne  is een plaats en voormalige gemeente in het Franse departement Orne in de regio Normandië en telt 266 inwoners (2004). De plaats maakt deel uit van het arrondissement Argentan.

## Geschiedenis
Op 1 januari 2018 ging de gemeente op in de commune nouvelle Écouché-les-Vallées die twee jaar eerder was ontstaan door een fusie van de gemeenten Batilly, La Courbe, Écouché, Loucé, Saint-Ouen-sur-Maire en Serans.

## Geografie
De oppervlakte van Fontenai-sur-Orne bedraagt 6,5 km², de bevolkingsdichtheid is 40,9 inwoners per km².
De onderstaande kaart toont de ligging van Fontenai-sur-Orne met de belangrijkste infrastructuur en aangrenzende gemeenten.

## Demografie
Onderstaande figuur toont het verloop van het inwonertal(bron: INSEE-tellingen).
Batilly · La Courbe · Écouché · Fontenai-sur-Orne · Loucé · Saint-Ouen-sur-Maire · Serans